# 细肋缝角贝
细肋缝角贝（学名：Fissidentalium tenuicostatum），是象牙贝目象牙贝科细棱象牙贝属的一种。主要分布于中国大陆，常栖息在水深61-117米。